# South Park
För andra betydelser, se South Park (olika betydelser).
South Park är en amerikansk animerad TV-serie, från kanalen Comedy Central, som sändes för första gången 1997. Serien kretsar kring ett gäng 8–9-åriga pojkar (i säsong 26 är de 9–10 år) och deras liv i den lilla fiktiva amerikanska staden South Park, strax utanför Denver i Colorado. Serien, som är mycket framgångsrik internationellt, skapades av Trey Parker och Matt Stone, som också gör många av rösterna.

## Allmänt
Serien innehåller bland annat sex, våld, alkohol, droger, rasism, avföring och ett ovårdat språk. Humorn rör allt ifrån pedofili till religion. Varje avsnitt inleds också med en textvarning från skaparna. Avsnitten kommenterar och parodierar bland annat klassiska filmer, TV-serier och TV-program, kända personer, nyhetshändelser, trender, kontroversiella ämnen och övernaturligt.
I centrum är några barn, och mycket berättas utifrån deras vardagliga liv och tankegångar samt skildrar hur barnen av en tillfällighet eller nyfikenhet hamnar i olika dramatiska äventyr, sammanhang som inte lämpar sig för barn eller i livsfarliga situationer som de själva tvingas hantera och dra lärdomar av. Vanligtvis går de i skolan, gör skolprojekt, leker lekar, spelar datorspel och brädspel, umgås med familjen, tittar på kanadensiska Terrance och Phillip på TV, eller utmanar varandra på basket. Men ibland får de för sig att de ska göra något annat än det vanliga, något riktigt stort och nästan omöjligt i syfte att förverkliga drömmar, göra världen bättre eller bevisa något. Vuxna i serien försöker hitta en balans mellan sina liv och att ge barnen en bra uppväxt och uppfostran, men synen på vad som är bäst för barnen varierar. Många vuxna brottas med egna problem och vuxenagerandet är inte alltid förnuftigt och moget, vilket ibland får konsekvenser både för dem själva och andra, inte minst barnen.
Var och en av huvudfigurerna och de större birollsfigurerna har sin egen personlighet och sina (o)vanor. En del av skämten eller replikerna är återkommande i serien. Temat brukar variera från avsnitt till avsnitt, men det finns även dubbel- och trippelavsnitt (Imaginationland, säsong 11). Det händer även att händelser och skämt bygger på att man sett ett tidigare avsnitt. Många gånger finns det en twist i avsnitten.
Ofta utspelar sig avsnitten i USA och rör personer och händelser som uppmärksammats i USA eller globalt, men ibland flyttas fokus till andra länder i världen. Bland annat har det handlat om en anti-trollfabrik i Danmark, den svenske youtubern Pewdiepie, som medverkade i egen person via videoinslag, och om ett fiktivt politiskt beslut att bomba Finland. Serien driver också starkt med USA:s grannländer Kanada och Mexiko samt respektive invånare.
Under 2008 tillkännagavs att Comedy Central skulle lägga ut serien i sin helhet på internet för att kunna ses gratis av alla, med syfte att få in pengar genom reklam. Många av avsnitten är även fritt tillgängliga (otextade eller engelsktextade) via South Parks officiella webbplats.
Det första avsnittet av säsong 27 av tv-serien sändes den 23 juli 2025.
Filmer baserade på tv-serien har gjorts, bland annat South Park: Bigger Longer & Uncut som var tillåten från 7 år i Sverige. Flera spel baserade på serien har släppts till konsolerna Sega Dreamcast, Playstation, Nintendo 64, Xbox 360 och PC. Två av spelen är South Park: The Stick of Truth (2014) och South Park: The Fractured but Whole (2017). År 2024 släpptes även 3D-spelet South Park: Snow Day.

## Staden och miljön

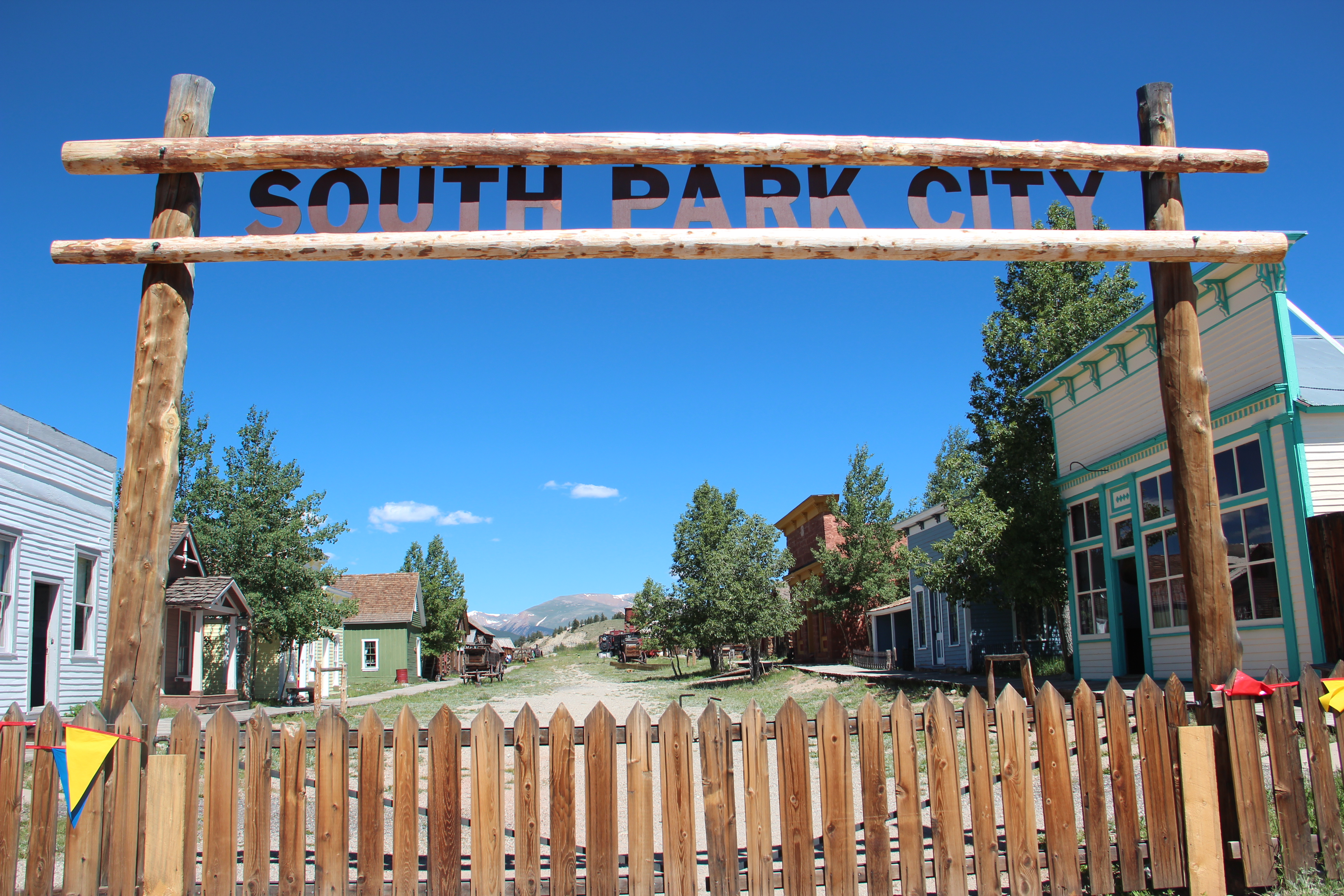
Friluftsmuseet South Park City i Fairplay i Colorado.

Serien utspelar sig i den fiktiva staden South Park som ligger någonstans utanför Denver i Colorado. Staden har även byggts upp som friluftsmuseum i småstaden Fairplay i närheten av Denver.
I serien South Park finns bland annat butiker, en grundskola, en kyrka, en kinarestaurang som heter City Wok, en polisstation, ett rådhus och en biograf. I bakgrunden syns berglandskap. I South Park är marken nästan alltid helt eller delvis täckt av snö. I avsnittet Jakovasaurs (säsong 3, avsnitt 4) förklarar rollfiguren Eric Cartman skämtsamt att det egentligen bara finns två årstider i South Park – vinter och juli.

## Rollfigurer
Figurerna är i regel enkelt utformade. Vanligtvis med stora ögon och en mun som rör sig vid tal, särskilt amerikanerna. Däremot har kanadensarna ett avvikande utseende med små ögon och tvådelat huvud som rör sig när figurerna pratar. Ibland förekommer inslag av verkliga fotografier eller videosekvenser.
Det figurerar omkring 3 200 rollfigurer i South Park. Av dessa har omkring 200 varit återkommande.
Ursprungligen (före säsong 4) bestod huvudrollerna av de fyra tredjeklassarna Stan Marsh, Kyle Broflovski, Eric Cartman och Kenny McCormick. Ofta återkommande biroller är Stans pappa Randy Marsh, pojkarnas klasskamrat Butters Stotch, skolkocken Chef (till säsong 10), Jesus, handduken Towelie, avföringen mr Hankey, Satan, läraren mr/mrs Garrison och skolkuratorn mr Mackey. Serien har bland annat drivit med Tom Cruise (Trapped in the closet, Säsong 9), Barbra Streisand (Mecha Streisand, säsong 1), Michael Jackson (The Jeffersons, säsong 8), Kanye West (från säsong 13, avsnitt 5) och Al Gore (Manbearpig, säsong 10). Stadens invånare är till största delen katoliker. Två undantag är Kyles judiska familj och den mormonska familjen Harrison. Familjen Marsh har stundvis alternerat i sin religiositet ("All about mormons", Avsnitt 12, Säsong 7).
I slutet av säsong 4 började huvudrollsfigurerna i fjärde klass och gick i säsong 17 fortfarande kvar där. Det har även gjorts några TV-filmer som utspelar sig längre fram i tiden när barnen är vuxna.
Skaparna av serien, Trey Parker och Matt Stone, gör rösten till nästan alla manliga roller i serien, medan April Stewart och Mona Marshall (tidigare Mary Kay Bergman och Eliza Schneider) gör rösten till de flesta kvinnliga rollerna. Många av rösterna är pitchade för att låta ljusare. Parker gör rösten till Stan (som sägs bygga på Parker själv som barn) och Cartman, medan Stone gör rösten till Kyle (som sägs bygga på Stone själv som barn), Kenny och Butters. Musikern Isaac Hayes, som avled 2008, gjorde rösten till Chef men hoppade av serien på grund av avsnittet "Trapped in the Closet", och hans avhopp togs upp i avsnittet "The Return of Chef". Verkliga personer och grupper gästspelar ibland röster.

## Produktion

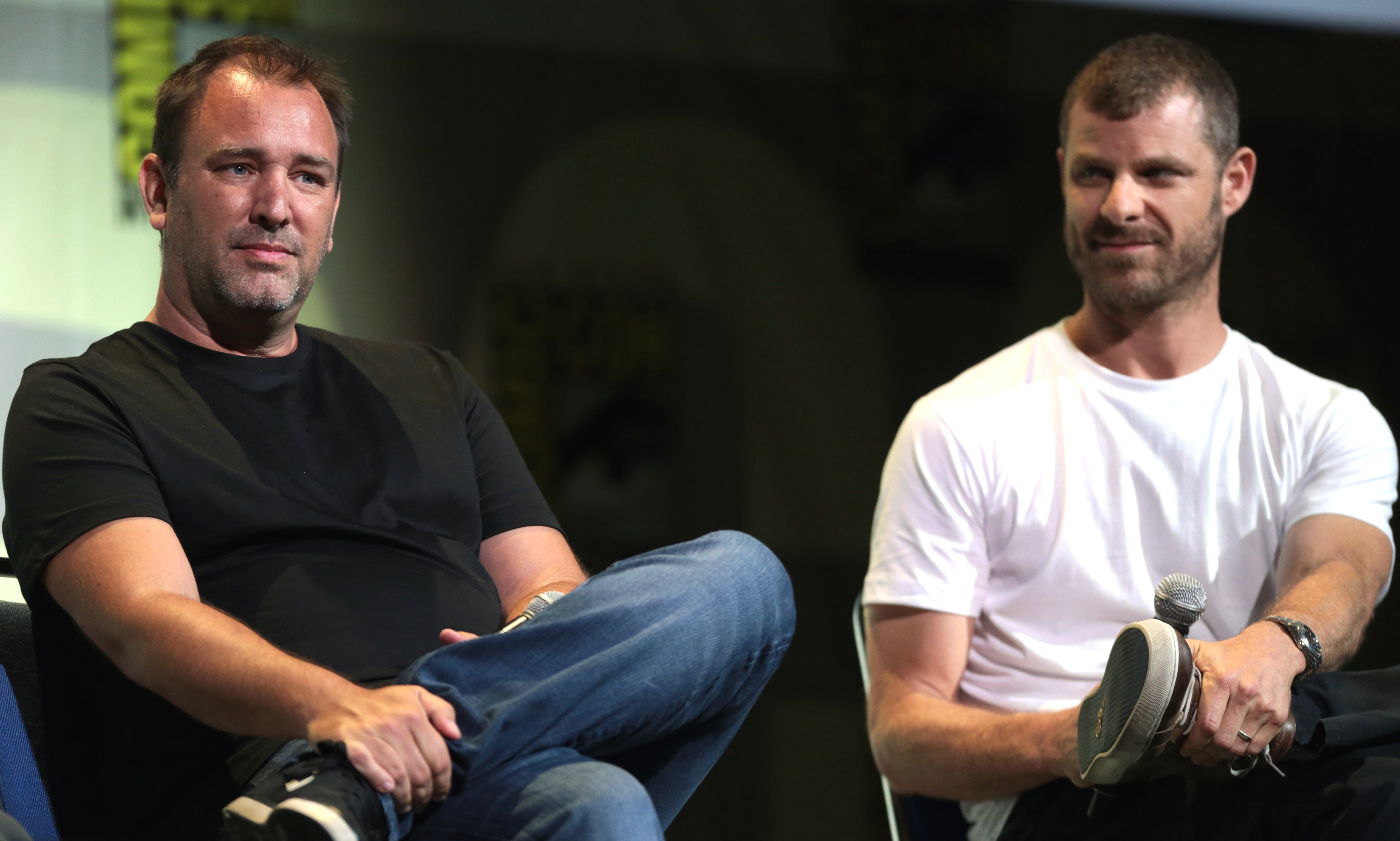
Skaparna Trey Parker och Matt Stone, 2016.

Den första säsongen av South Park sändes 1997–1998.
I de äldre avsnitten är alla animationer gjorda med utklippta pappersbitar i olika färger. Senare görs avsnitten med datorer oftast 6 dagar innan de ska sändas. Men när det tredje avsnittet på säsong 17 skulle sändas hände något som aldrig hänt tidigare. De hade inte hunnit göra klart det i tid. Det finns en dokumentär från 2011 (6 Days to Air: The Making of South Park) som handlar om hur skaparna gör ett avsnitt på endast 6 dagar.

### Musik
Seriens originalvinjett var en låt gjord av bandet Primus. Låten har blivit remixad tre gånger under seriens gång, och delar av texten har ändrats. I början av säsong 10 byttes låten ut mot låten "Whamola", framförd av The Les Claypool Frog Brigade (Les Claypool är sångaren och basisten i både Primus och Frog Brigade).
Serien gav under sina första säsonger ut 3 cd-skivor:
- South Park - Chef's Aid där kända artister sjöng in låtar och där bland annat Eric Cartman gjorde en egen version av Styxs låt Come Sail Away och så sjöng ungarna tillsammans med Wyclef Jean.
- South Park: Bigger, Longer & Uncut som innehöll alla låtar från långfilmen med samma namn.
- South Park - Mr. Hankey's Christmas Classics som innehöll seriens olika versioner av kända julsånger, inklusive nya.

## Säsonger (ej komplett)
| Säsong | Säsong | Avsnitt | Avsnitt | Originalvisning       | Originalvisning      | Datum för första DVD-utgåva (per region) | Datum för första DVD-utgåva (per region) |
| Säsong | Säsong | Avsnitt | Avsnitt | Första sändningsdatum | Sista sändningsdatum | Region 1                                 | Region 2                                 |
| ------ | ------ | ------- | ------- | --------------------- | -------------------- | ---------------------------------------- | ---------------------------------------- |
|        | 1      | 13      | 13      | 13 augusti 1997       | 25 februari 1998     | 12 november 2002                         | 7 maj 2001 & 22 oktober 2007             |
|        | 2      | 18      | 18      | 1 april 1998          | 20 januari 1999      | 3 juni 2003                              | 16 april 2001 & 22 oktober 2007          |
|        | 3      | 17      | 17      | 7 april 1999          | 12 januari 2000      | 16 december 2003                         | 18 juni 2001 & 17 mars 2008              |
|        | 4      | 17      | 17      | 5 april 2000          | 20 december 2000     | 29 juni 2004                             | 16 april 2001 & 17 mars 2008             |
|        | 5      | 14      | 14      | 20 juni 2001          | 12 december 2001     | 22 februari 2005                         | 22 oktober 2007                          |
|        | 6      | 17      | 17      | 6 mars 2002           | 11 december 2002     | 11 oktober 2005                          | mars 2008                                |
|        | 7      | 15      | 15      | 19 mars 2003          | 17 december 2003     | 21 mars 2006                             | 16 juni 2008                             |
|        | 8      | 14      | 14      | 17 mars 2004          | 15 december 2004     | 29 augusti 2006                          | 3 november 2008                          |
|        | 9      | 14      | 14      | 9 mars 2005           | 7 december 2005      | 6 mars 2007                              | förmodligen 2009                         |
|        | 10     | 14      | 14      | 22 mars 2006          | 15 november 2006     | 21 augusti 2007                          | förmodligen 2009                         |
|        | 11     | 14      | 14      | 7 mars 2007           | 14 november 2007     | 12 augusti 2008                          | 12 augusti 2008                          |
|        | 12     | 14      | 14      | 12 mars 2008          | 19 november 2008     | 2009                                     | 2009                                     |
|        | 13     | 14      | 14      | 11 mars 2009          | 18 november 2009     | TBA                                      | TBA                                      |
|        | 14     | 14      | 14      | 17 mars 2010          | 17 november 2010     | TBA                                      | TBA                                      |
|        | 15     | 14      | 14      | 27 april 2011         | 16 november 2011     | TBA                                      | TBA                                      |

## Debatt och censur
Särskilt ett avsnitt om profeten Muhammed orsakade debatt och stoppades i Sverige då det ansågs utgöra en säkerhetsrisk. Debatten ledde till att avsnittet censurerades.
Det tvåhundrade avsnittet av South Park sändes den 14 april 2010. I avsnittet, som döptes till "200", stämmer 200 arga och vanärade kändisar hela South Park, på grund av att de alla blivit förödmjukade på olika sätt i staden South Park. Det enda de kräver för att släppa stämningen är profeten Muhammed, eftersom kändisarna söker Muhammeds kraft att förbli oantastlig. Avsnittet mötte stor vrede från muslimer som ansåg att det var förödmjukande att visa Muhammed i björndräkt, och hot mot Parker och Stone uppstod.
När det andra avsnittet av de två sammanhängande avsnitten, (vid namn "201") sändes gömdes Muhammed bakom en svart "censur-fyrkant", och i stället för orden "profeten Muhammed" hördes en ton. Vid ett tillfälle byttes profeten i björndräkten ut mot jultomten i samma dräkt. 